# Spaelotis havilae
Spaelotis havilae là một loài bướm đêm trong họ Noctuidae.